# Crema
Crema är en ort och kommun i provinsen Cremona i regionen Lombardiet i Italien. Kommunen hade 34 487 invånare (2018).
Annat Crema är känt för är sitt Torrazzo, tortelli cremaschi, gjord med mostaccino, kryddad kext.

## Bilder

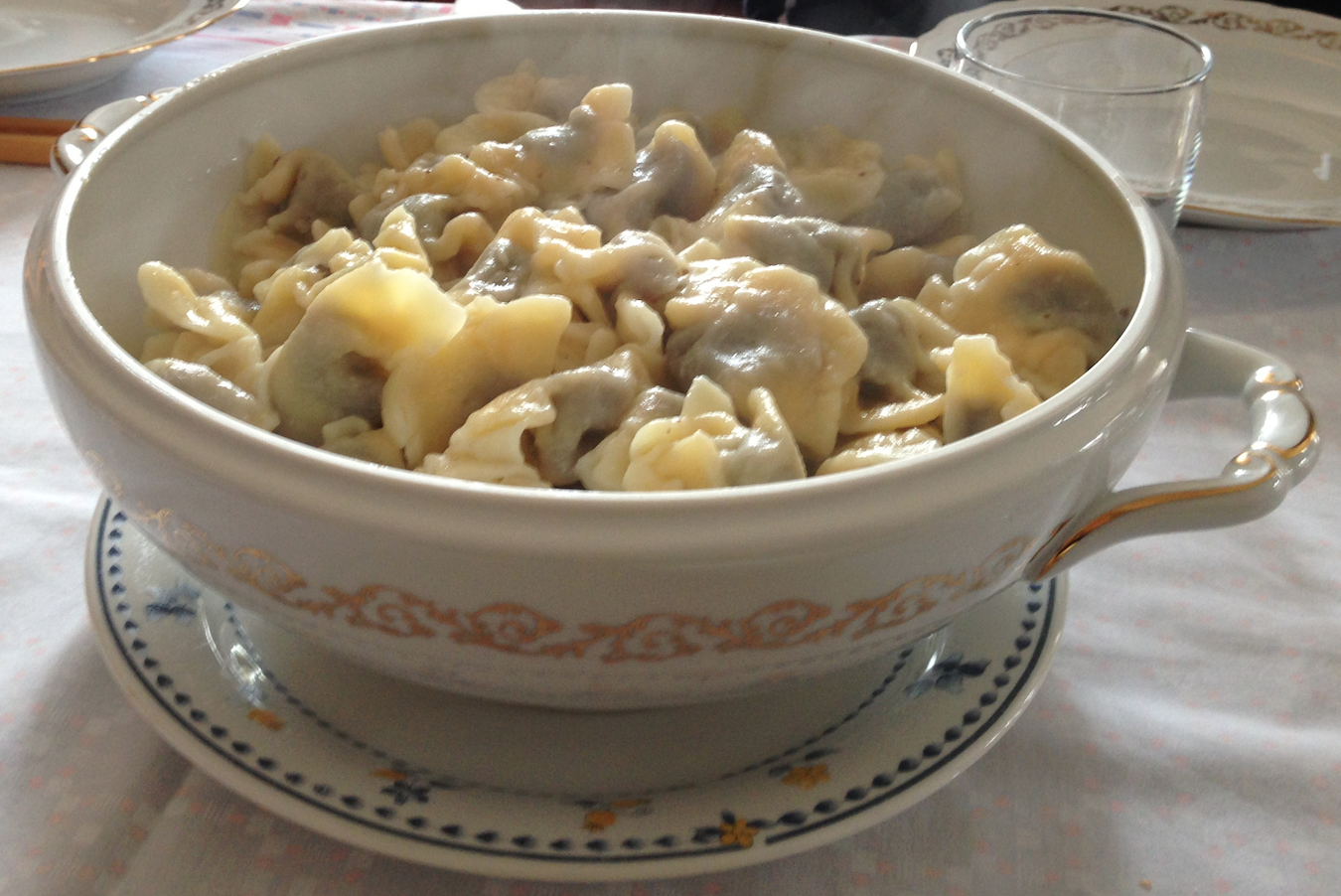
Tortelli cremaschi
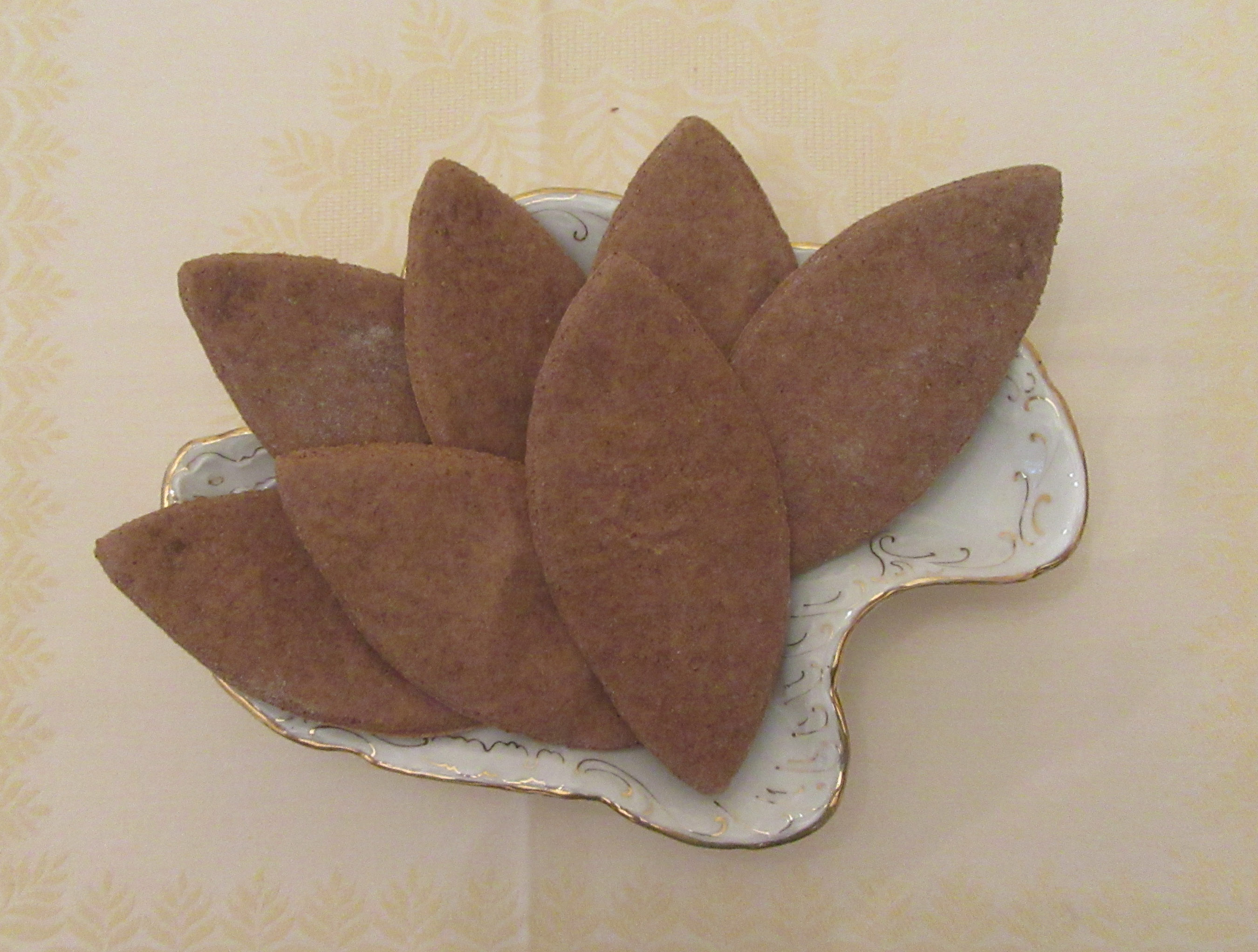
Mostaccino
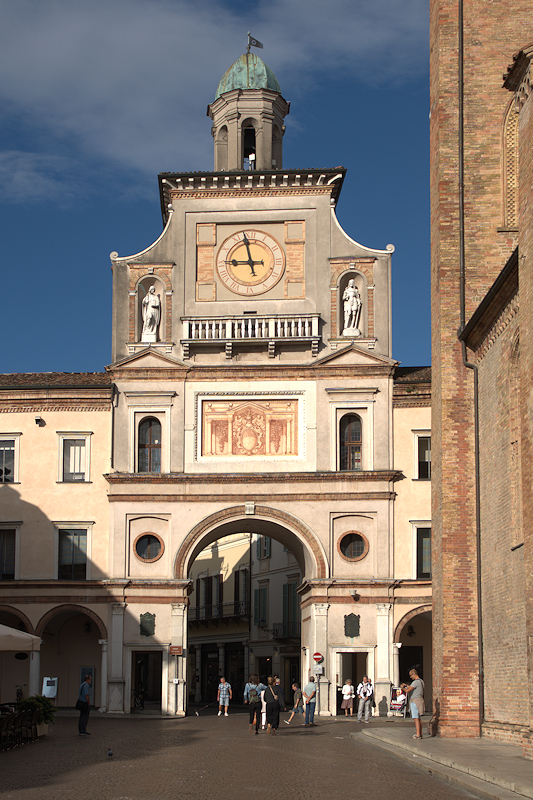
Torrazzo